# Trichodesma
- Commons
- Wikispecies

Trichodesma é um gênero de plantas pertencente à família Boraginaceae.